# Doiranți, Kărdjali
Doiranți (în bulgară Дойранци) este un sat în comuna Ardino, regiunea Kărdjali,  Bulgaria. 

## Demografie
Componența etnică a satului Doiranți
     Nicio identificare (100%)
     Altele (0%)
La recensământul din 2011, populația satului Doiranți era de 2 locuitori. . Pentru 100,0% din locuitori nu este cunoscută apartenența etnică.